# Dr. Horrible’s Sing-Along Blog
Dr. Horrible’s Sing-Along Blog ist eine dreiteilige, insgesamt 43-minütige tragisch-komische Musical-Mini-Webserie. Im Mittelpunkt der Geschichte stehen Dr. Horrible, ein aufstrebender Superschurke und das Alter Ego von Billy, sein Erzfeind Captain Hammer sowie Penny, in die Dr. Horrible verliebt ist. 
Das Internet-Musical wurde vom Drehbuchautor und Regisseur Joss Whedon, seinen Brüdern Zack Whedon (ein Fernseh-Drehbuchautor) und Jed Whedon (ein Komponist) und Jeds Verlobter Maurissa Tancharoen während des WGA-Streiks geschrieben. Die Grundidee war, ein kleines und billiges, aber trotzdem professionelles Video herzustellen und dabei die Probleme, gegen die sich der Streik richtete, zu umgehen.

## Handlung
Dr. Horrible’s Sing-Along Blog ist in drei Akte aufgeteilt, die jeweils ca. 14 Minuten lang sind.

### Akt 1
Billy alias Dr. Horrible (Neil Patrick Harris) erzählt in seinem Videoblog davon, wie er in die Böse Liga des Bösen aufgenommen werden will, und von Penny (Felicia Day), in die er heimlich verliebt ist, obwohl er sich nie traut, sie im Waschsalon anzusprechen. Mit seinem Stopp-Strahler will er dies ändern, jedoch braucht er dafür noch "Wonderflonium", ein fiktives Element, das am nächsten Tag in einem Lieferwagen transportiert werden soll. Er installiert eine Fernsteuerung an dem Lieferwagen, jedoch begegnet ihm dabei Penny, die Unterschriften für ein Obdachlosenheim sammelt. Sie unterhalten sich, wobei Billy sehr brüsk zu ihr ist, weil er sein Ziel vor Augen hat, so dass Penny sich abwendet. Nachdem das "Wonderflonium" eingeladen wurde, steuert Dr. Horrible den Lieferwagen mit dem Handy, jedoch erscheint der Superheld Captain Hammer (Nathan Fillion) und zerstört die Fernsteuerung auf dem Wagen, der außer Kontrolle gerät. Billy versucht, den auf Penny zurasenden Wagen zu stoppen, aber Hammer schubst sie vorher zur Seite. Hammer ergreift Dr. Horrible und beginnt, ihn zu verprügeln, aber als er Penny sieht, lässt er von ihm ab. Dr. Horrible flieht mit dem "Wonderflonium" unbehelligt.

### Akt 2
Billy lamentiert über den Zustand der Welt, während Penny davon singt, wie toll es mit Captain Hammer ist. Sie treffen sich später im Waschsalon und unterhalten sich über Penny und Captain Hammer. In seinem Videoblog gibt Billy an, dass seine Aktion erfolgreich war (weil er erreicht hat, was er wollte, obwohl er seinem Erzfeind versehentlich die Liebe seines Lebens vorgestellt hat) und der Stopp-Strahler fertig sei. Er kündigt auch an, dass er seinen nächsten Schachzug plant. Kurz darauf sieht man ihn wieder vor der Kamera, diesmal übel zugerichtet, weil auch die Polizei und Captain Hammer seinem Video-Blog folgen und deshalb wussten, was er plant, und ihn überraschen konnten. Bad Horse, der Anführer der Bösen Liga der Bösen, ruft an und teilt ihm mit, dass er nur in die Liga aufgenommen werden könnte, wenn er einen Mord begeht. Im Waschsalon trifft er auf Penny und Captain Hammer, der ihn wiedererkennt und ihm mitteilt, dass er Penny jetzt erst recht für sich haben will, weil er weiß, dass Billy sie will. Dadurch fasst Dr. Horrible den Schluss, dass er Hammer umbringen will, um Penny zu gewinnen und in die Liga aufgenommen zu werden.

### Akt 3
Captain Hammer engagiert sich für Pennys Projekt der Obdachlosenhilfe und bringt den Bürgermeister dazu, dafür ein Gebäude zu übertragen, was auf Begeisterung in der Bevölkerung stößt. Während seiner Rede anlässlich der Übergabe des Gebäudes und Enthüllung einer Statue von Captain Hammer erkennt Penny jedoch, dass Captain Hammer alles andere als uneigennützig gehandelt hat. Vielmehr scheint er sich mit seiner guten Tat selbst profilieren zu wollen, da er seine Person in den Mittelpunkt des Ereignisses rückt und sowohl Penny als auch die anwesenden Obdachlosen mit zweischneidigen Komplimenten beleidigt. So teilt er den Obdachlosen beispielsweise mit, dass es einem echten Helden nichts ausmachen würde, dass sie nur ein Haufen alkoholabhängiger Penner seien, und erwähnt, dass Penny, die er als seine große Liebe vorstellt, normalerweise nicht sein Typ sei, er sie aber trotzdem ganz nett fände und bereits mit ihr geschlafen habe. Als die enttäuschte Penny sich daran macht, den Raum zu verlassen, taucht Dr. Horrible auf und lässt Captain Hammer mit seinem Stopp-Strahler am Rednerpult erstarren. Während er zögert, ihn mit seinem Todes-Strahler umzubringen, erleidet der Stopp-Strahler einen Defekt, so dass Captain Hammer wieder erwacht und Dr. Horrible niederstreckt. Hammer will den am Boden unter ihm liegenden Billy mit seinem eigenen Todes-Strahler umbringen, dieser explodiert beim Versuch jedoch und schleudert Hammer durch den Raum, wonach dieser heulend und nach seiner Mutter rufend den Saal verlässt. Dr. Horrible ist zunächst zufrieden mit dem Resultat, bis er Penny erblickt, die von den herumfliegenden Bruchstücken des Strahlers getroffen und tödlich verletzt wurde. Traurig lamentiert er, dass er zwar sein Ziel erreicht hat, in die Liga des Bösen aufgenommen zu werden, während sein Erzfeind Captain Hammer vorerst von der Bildfläche verschwunden ist (dieser ist bei einem Psychiater), jedoch nicht, ohne seine große heimliche Liebe Penny zu verlieren.

## Besetzung
- Neil Patrick Harris als „Billy/Dr. Horrible“: Ein Superschurke der Sorte „verrückter Wissenschaftler“ mit einem „PhD in Schrecklichkeit.“ Er möchte Mitglied der von Bad Horse angeführten Bösen Liga des Bösen werden und versucht, mithilfe seiner Erfindungen die Weltherrschaft zu übernehmen und soziale Veränderungen zum Wohle der Menschheit herbeizuführen. Als Billy bemüht er sich, eine romantische Beziehung zu Penny aufzubauen.
- Felicia Day als „Penny“: Dr. Horribles heimliche Liebe, die er regelmäßig im Waschsalon trifft. Sie ist idealistisch und arbeitet ehrenamtlich für ein Obdachlosenheim. Ihr Optimismus steht in krassem Gegensatz zu Billys Zynismus.
- Nathan Fillion als „Captain Hammer“: Ein ichbezogener Superheld mit übermenschlicher Stärke und Dr. Horribles Erzfeind. Er hat Gefallen daran, Dr. Horrible zu schikanieren, auch wenn die Situation keinen Anlass dazu gibt. Nach außen ist Hammer ein Superheld in der Tradition Supermans mit einer verzerrten Vorstellung von Heldentum, die die Öffentlichkeit jedoch nicht bemerkt.
- Simon Helberg als „Moist“: Ein Freund von Dr. Horrible, der die wenig beeindruckende Fähigkeit hat, Dinge zu befeuchten. Er ist Mitglied der Handlanger-Gewerkschaft.

Kollegen von Joss Whedon haben Cameo-Auftritte im Film. Marti Noxon, die mit Whedon als Co-Executive Producer bei Buffy – Im Bann der Dämonen zusammengearbeitet hat, spielt eine Nachrichtensprecherin an der Seite von Buffy-Drehbuchautor David Fury. Zwei weitere Buffy-Autoren, Doug Petrie und Drew Goddard, spielen die Superschurken Professor Normal und Fake Thomas Jefferson. Jed Whedon tritt als ein Mitglied des Bad-Horse-Chors sowie als der Superschurke Dead Bowie auf und Maurissa Tancharoen spielt ein Groupie von Captain Hammer (und später von Dr. Horrible).

## Produktion
Joss Whedon hat das Projekt nach eigener Aussage mit einer Summe „im niedrigen sechsstelligen Bereich“ selbst finanziert und genoss die Freiheit, als sein eigenes Studio agieren zu können. „Freiheit ist herrlich,“ sagte er. „Und Tatsache ist, ich habe sehr gute Beziehungen mit Studios gehabt und ich habe mit vielen klugen Managern zusammengearbeitet. Aber es ist ein Unterschied, wenn man einfach loslegen und etwas machen kann.“ Als Web-Projekt gab es weniger Beschränkungen und Whedon hatte die „Freiheit, die Handlung entscheiden zu lassen, wie lang es wird. Wir mussten nicht alles hineinstopfen – es ist viel da drin – sondern haben so viel Handlung drin wie wir wollten und lassen die Zeit drumherum arbeiten. Wir haben 30 Minuten anvisiert und kamen mit 42 heraus, und das ist kein Problem.“  Die Musik wurde zum Teil von Stephen Sondheim beeinflusst.
Es wurde außerdem im Jahre 2008 ein Webcomic namens „Captain Hammer (Nemesis of Dr. Horrible)“ bei Dark Horse Comics veröffentlicht.

## Verbreitung
Joss Whedon gab am 29. November 2008 auf der Fansite Whedonesque.com bekannt, dass es gelungen ist, die Produktionskosten wieder einzuspielen und die Crew zu bezahlen. Nach der Erstveröffentlichung im Internet wurden die einzelnen Akte im kanadischen und amerikanischen iTunes Store veröffentlicht, eine DVD-Veröffentlichung mit „wunderbaren Extras“ folgte am 19. Dezember 2008 exklusiv bei Amazon.com.
Die einzelnen Akte waren zuerst auf der offiziellen Dr.-Horrible-Website zu sehen. Die Videos wurden bei Hulu gehostet und waren international abrufbar. Zu den DVD-Extras gehören neben einem regulären Kommentar auch „Commentary! The Musical,“ ein gesungener Kommentar. Jed Whedon kündigte während eines Interviews auf der San Diego Comic Con an, dass sie Video-Bewerbungen von Fans für die Böse Liga des Bösen akzeptieren werden. Die Produzenten wählten dann die ihrer Meinung nach zehn besten Videos aus, die auf der DVD veröffentlicht wurden.

## Soundtrack
Das Musical enthält 14 Stücke, deren Titel jedoch während der Ausstrahlung nicht genannt werden. Der Soundtrack erschien am 2. September 2008 im iTunes Store und am 15. Dezember 2008 auf CD (exklusiv bei Amazon.com).
Die Stücke sind:
1. Horrible Theme
2. My Freeze Ray
3. Bad Horse Chorus
4. Caring Hands
5. A Man's Gotta Do
6. My Eyes
7. Bad Horse Chorus (reprise)
8. Penny's Song
9. Brand New Day
10. So They Say
11. Everyone's A Hero
12. Slipping
13. Everything You Ever
14. Horrible Credits

## Auszeichnungen
Dr. Horrible’s Sing-Along Blog erhielt im Jahr 2009 den People’s Choice Award in der Kategorie Favorite Online Sensation. Bei den im selben Jahr erstmals vergebenen Streamy Awards, einem Preis für Webserien und Web-TV-Produktionen, wurde die Show in insgesamt sieben Kategorien ausgezeichnet.

## Bühnen-Version
Das ursprünglich als Web-Musical konzipierte Stück kam auch auf die Bühne. Im August 2008 fand die erste autorisierte Mitsingversion von Dr. Horrible's Sing-Along Blog auf der Dragon Con in Atlanta, Georgia, statt. Die erste offizielle Produktion als Musical feierte im Oktober 2010 im Trinity College im irischen Dublin Premiere. Musik und Buch stammen von den Geschwistern Zack, Joss und Jed Whedon sowie von Maurissa Tancharoen.
Die für den 25. Juli 2025 geplante deutsche Erstaufführung von Dr. Horrible's Sing-Along Blog in der Congresshalle in Saarbrücken wurde aufgrund technischer Probleme kurzfristig abgesagt und soll zu einem späteren Termin im Verlauf von 2025 stattfinden.